# 成田空港予定地の代執行
成田空港予定地の代執行（なりたくうこうよていちのだいしっこう）は、1971年（昭和46年）に新東京国際空港（現・成田国際空港）建設予定地で公共用地の取得に関する特別措置法・土地収用法・行政代執行法に基づき実施された、未買収地への行政代執行である。
2月22日から3月6日まで実施された第一次代執行と9月16日から9月20日にかけて実施された第二次代執行がある。いずれにおいても機動隊や新東京国際空港公団が雇った作業員らによって団結小屋等の排除が行われたが、空港建設反対派の地元住民や支援に来た新左翼セクトが激しく抵抗して双方に多くの負傷者を出し、特に第二次代執行では実施中に東峰十字路事件が発生し警察官3人が集団暴行により殉職した。また、地元農民が居住する民家1軒の強制収用も行われた。

## 概要

### 代執行に至るまでの経緯
新東京国際空港建設は、日本国政府側の説明・根回し不足により、地元住民らの猛反発を招いた。さらに機動隊の投入等の強硬措置が取られたことで、地元住民らが当初革新政党指導のもとで結成した三里塚芝山連合空港反対同盟（以下、反対同盟）は、実力闘争を行って台頭していた当時の学生を中心とする新左翼を頼り、事態はより一層複雑化した。
空港の設置を行う新東京国際空港公団（以下、空港公団）は、空港予定地内民有地の約9割を取得し、計画の半分の施設を1期工事で建設して開港にこぎつけようとした。しかし、未買収地は依然残されており、その中には空港に絶対不可欠な滑走路予定地も含まれていた。空港公団は1期工事区域内の土地所有者9人との用地買収交渉を重ねたが、成果は上がらなかった。
一方東京国際空港（羽田空港）では、発着回数がその処理能力を超えたために着陸時の上空待機・離陸時の遅延などの現象が現れ、減便調整を余儀なくされており、一刻も早い国際線の移管が求められていた。用地交渉の担当者からは任意の売買による用地取得を続けるべきとの声もあったが、新空港の早期開港を目指す政府に急き立てられるようにして、空港公団は公権力による用地取得、即ち土地収用を実施するため手続きを進めていった。
1969年（昭和44年）12月16日、新東京国際空港建設事業は、建設大臣からの事業認定を受けた。これにより空港建設は公共事業として扱われ、地権者の意思にかかわらず、千葉県収用委員会の採決を条件として、千葉県知事の権限で行政代執行法の手続きのもと必要な土地を収用することが可能になった。収用の規模としては、「蜂の巣城紛争」で知られる下筌ダムを凌ぐ、戦後最大のものとなった。
翌1970年（昭和45年）から空港公団は、県収用委員会への申請に必要な土地調書及び物件調書を作成するため、未買収地への立入調査を実施した。これに対し反対派は、子供を含む家族総出で抵抗した。同年9月30日から10月2日に実施され『三日間戦争』と俗称される第三次立入調査では、反対同盟は「糞尿弾」「黄金爆弾」と称して人糞を詰めたポリ袋を空港公団の測量班や機動隊に投げつけるなどして抵抗し、空港公団や機動隊との激しい攻防が行われ、逮捕者が59人にも及んだ。
1970年3月3日、空港公団は、滑走路予定地の北端にあり大規模な埋め立てが必要となる谷津田の6件6筆の一坪共有地1486 m2について、県収用委員会に権利取得と明渡しを求めて申請を行った。同年12月26日、県収用委員会は、権利取得の時期及び明渡しの期限を1971年（昭和46年）1月31日とする権利取得裁決及び明渡裁決をした。
さらに1970年12月28日には、1期工事が建設大臣からの特定公共事業認定を受け、損失補償に関して審理を尽していないものがある場合においても明渡裁決が可能となった（緊急裁決）。

### 第一次代執行
前年に県収用委員会が採決した対象地6件について、空港公団は1971年（昭和46年）1月14日から裁定に基づく損失補償金総額190万円の支払いを開始したが、地権者は現金書留の受け取りを拒否し、期限である1月31日を迎えても明け渡されていなかったことから、友納武人千葉県知事は2月2日に2月12日までの明け渡しを定めるとともに、それまでに明け渡しがない場合は代執行を行う旨の戒告書を送った。ここでも明け渡しがされなかったことから2月22日から3月14日までに代執行を行う旨の代執行令書が送付された。
2月22日から代執行が始まると、反対同盟は立ち木やバリケードに体を縛り付けて撤去を阻み、予め青年行動隊らが掘り進めていた穴ぐらに決死隊が立て籠もることで代執行を阻害しようとした。また、茨城県の農民運動家である山口武秀の提案により、反対同盟はこれまで反対運動に加わらなかったために敵意を向けていた周辺地域に対してもビラや宣伝カーを使って代執行の現場を見に来るよう呼びかけていたことで、多くの野次馬が集結した。団結小屋に立て籠もる同盟員には、陣中見舞いを持った親戚や友人だけでなく、既に自分の土地を売り渡した条件派も激励に訪れた。
代執行初日の22日は、中核派や反帝学評などの過激派約2,350人が反対同盟とともにデモ行進・アジ演説・突撃訓練などの示威行為を代執行予定地で繰り返し、代執行は早々に中止された。翌23日も機動隊は投入されず、空港公団は団結小屋に手を出せずに大きな動きがないままに終わった。24日に少年行動隊が代執行実施班に体当たりして押し返し、これに対してガードマンが警棒を用いたことで小学4年生の男児と中学3年生の女生徒が負傷して入院した。このような事態と群衆の中に紛れていた支援学生らの扇動を受けて、義憤に駆られた野次馬が投石などの妨害を行うようになり、代執行側の旗色が悪くなった。25日から機動隊が投入されたが野次馬の投石などにより代執行は引き続き進展せず、26日に友納知事が翌27日から3月1日までの代執行の停止を表明したことで仕切り直しとなった。
代執行が再開された3月2日も野次馬の妨害等により代執行の成果は上がらなかったが、翌3日に約3,000人に増強された機動隊が現地に投入され、代執行現場に通じる道での検問を実施して野次馬を阻んだことで形勢が逆転した。大雨が降り関東ロームが溶けて泥濘む中、屈強な公団臨時職員ら（反対同盟から「毀し屋」と呼ばれた）が代執行部隊の先頭に立ち、鎖で身体を括りつけた農民ごと立ち木を切り倒すなど、非情に徹して次々と立ち木や砦を撤去していった。「毀し屋」は木の上の農民を振り落とす際に網を張ったが、網にかからず地面に叩きつけられて骨折する者が続出した。「毀し屋」は構わずになおも作業を続け、その場にいた機動隊員が思わず同情したり止めに入るほどであった。
4日に代執行が一時停止され、前日の事態を受けた反対派はこの間に火炎瓶を準備して翌日に備えた。5日及び6日には代執行側が重機を投入し、反対派が投げつけた火炎瓶を受けて火だるまとなった重機のオペレーターが転げ回るなどの壮絶な攻防が行われた。バリケードに開かれた突破口からの機動隊突入により団結小屋は陥落し、代執行の終了宣言が出された。
13日間の激突での延べ動員数は反対派約2万人、機動隊約3万人。機動隊・空港公団職員・県職員・作業員のあわせて1,071人が反対派の竹槍・投石・火炎瓶等の攻撃で負傷した。中には火炎瓶をまともに食らうなどして重傷を負い、退職を余儀なくされた者もいた。反対同盟によれば逮捕者は461人で反対派の負傷者は606人。
反対派が作った穴ぐらは代執行では撤去されずに残された。一時空港公団と反対同盟の間にその取扱を巡って協定が結ばれる局面もあったが、青年行動隊らがなおも掘削・補強を続けたことを違反であるとして空港公団は協定を破棄、作業を再開し、穴ぐらは25日に撤去された。このときは警察が代執行同様に野次馬対策の検問を行っただけでなく、代執行での"敗北"が既に世間に印象づけられたことや「地下壕」撤去が団結小屋の攻防ほどテレビ映えするものでなかったため、反対同盟は代執行の際のようにマスコミや野次馬の支援を得られなかった。

### 第二次代執行
空港公団は代執行関連作業と並行して15件33筆に対して1971年2月3日に県収用委員会に対して緊急裁決の申立を行った。県収用委員会は、これを反対同盟系グループ・平和の塔グループ・その他個人に分類して審理し、1971年6月12日に空港公団からの取り下げがあった1件3筆を除く14件30筆について緊急裁決をした。明け渡し期日は8月12日とされた。
空港公団は8月13日、期限内に明け渡しが履行されず将来とも履行される見込みがないとされた10件25筆について、県知事に対し代執行請求をおこなった。その後明け渡しがなされたものを除いた以下の5件6筆5080 m2に対し、代執行令書が送付された。代執行の時期は第7・第8・第9・第10地点は9月16日から29日までの間、第18地点は9月20日から10月3日までの間とされた。
| 収用事件番号 | 所在           | 地目 | |
| ------------ | -------------- | ---- | --- |
| 第7地点      | 駒井野字天並野 | 原野 | 社会党一坪運動地。16日は加瀬完衆議院議員・木原実参議院議員・県議7人のほか、社青同・国労千葉県共闘など約100人が座り込みを行う。     |
| 第8地点      | 天浪字大里     | 畑   | 天浪団結小屋。16日は反対同盟（内田寛一行動隊長、谷川たけ婦人行動隊長、少年行動隊）並びに第4インター・中核派ら約100人が立て籠もる。 |
| 第9地点      | 木の根字横峰   | 畑   | 木の根団結小屋。16日は青年行動隊・少年行動隊並びに芝山町議ら約100人が立て籠もる。                                                  |
| 第10地点     | 駒井野字張ヶ沢 | 山林 | 駒井野団結小屋。16日は戸村一作反対同盟代表、北原鉱治事務局長以下支援各セクト混成団約150人が立て籠もる。                            |
| 第18地点     | 取香字馬洗     | 山林 | 小泉よね方家屋（取香）および敷地（古込）。                                                                                         |

中でも堅牢なバリケードと地下要塞を備えた駒井野団結小屋がある第20地点の反対派排除は困難を極めることが予想された。また、第18地点は100人余の支援学生らがテントを張るなどして寝泊まりしていたとはいえ反対派農家が生活する民家であり、一坪共有地や団結小屋とは性格が異なることから代執行が行われることには議論があり、友納知事自身も「生活のために反対している土地」の取得には消極的であった。

第一次代執行での教訓から野次馬排除のための後方支援が必要とされたことに加えて対象の地点が分散していることから警察側では代執行にあたり大量の人員で警備を行う必要があり、千葉県警や警視庁だけでなく埼玉県警や神奈川県警からも応援部隊が動員された。さらに代執行の直前に在日米軍の相模総合補給廠から火薬等が盗まれたことにより、代執行中の爆弾テロ発生が警戒された。また警察側の事情として、昭和天皇の訪欧を同月27日に控えておりその警備の関係から25日までには代執行警備を終わらせる必要があったことから、地下構造物を後回しにしてでも地上構造物を最優先して撤去し拠点を潰す方針を採った。
一方、大学臨時措置法が制定され大学紛争もほぼ終息する中で巻き返しを図る新左翼セクトは、"第二次代執行阻止闘争"を「秋の沖縄批准阻止闘争の成否を左右するもの」と位置づけ、代執行予定地に集結した。
代執行初日の9月16日には、第18地点を除く4地点を巡り総勢約1万人が激突した。
代執行の開始早々に、東峰地区で後方支援をしていた神奈川県警特別機動隊がゲリラ部隊の襲撃を受けて潰走した（東峰十字路事件）。この中で3人の警察官が殺害され、現地総指揮官である川上紀一副県知事は代執行中止を検討するが、千葉県警察本部長の進言を受けて続行した。
警察の主力とされた警視庁機動隊は駒井野団結小屋を、社会党一坪運動地と木の根の制圧を済ませた埼玉県警機動隊・千葉県警機動隊は合同で天浪団結小屋を、それぞれ攻めることとなった。排除行動を開始した頃に、警察官死亡の報が警察無線等で伝わり、激昂した機動隊による攻勢は熾烈を極めた。
天浪ではクレーン車の防石・火炎瓶対策に使っていた漁網が学生らによって切断され、バリケードの丸太を倒そうとしたときにワイヤロープも切れてしまった。そこでクレーン車のアームをバリケードの土嚢にぶつけ、さらにそこへ放水することで突破口を開き、正午過ぎに制圧した。
駒井野では激しい火炎瓶攻撃が続き放水車の水も使い果たされたが、煙幕を張って学生らの視界を遮ったうえでショベルカーでバリケードを破壊し、午後0時半過ぎに機動隊が団結小屋内に突入した。高さ10メートルの鉄塔からはなおも学生らによる火炎瓶投擲が続けられていたが団結小屋の撤去作業が開始された。鉄塔が大人数が上に乗って動き回れるほどの強度を持たないことが判明し急遽クレーンで支えようとしたが、午後3時15分に上にいた学生もろとも鉄塔が倒壊。この時火炎瓶の燃料が引火し学生らは火だるまとなった。火炎を吸った学生1人が一時意識不明の重体となったが、友納知事の要請を受けた千葉大学の香月秀雄らが成田赤十字病院で治療に当たり、一命はとりとめた。また、このとき鉄塔の下にいた撤去作業員も巻き込まれて骨折する大怪我を負った。
この他に京成成田駅で改札口にいる機動隊を目掛けて火炎瓶5本が投げられたり、学生集団が自動車を倒して三里塚十字路の四方にバリケードを築き「三里塚解放区」を宣言するなどの動きがあった。セメントを150 t以上もつぎ込んだと言われる駒井野団結小屋の地下要塞の撤去作業はその後2日かけられたが、岩盤機4台がかりでも結局全てを撤去しきれず、そのままA滑走路の下に埋められている。なお、代執行前に台風第25号による浸水があったため、反対派は結局この地下要塞を代執行阻止に活かすことができなかった。堅固な地下要塞を見た代執行関係者らは「この中に立て篭もられたら大変だった」と安堵した。一方、これは偶然の産物ではなく、警察側は毎日の監視で反対派の掘削作業で出される土量を把握し、地下壕がどの方向へどのくらい掘り進んでいるかを分析したうえで、夜間などに"地下に穴があるはずの地表"をパワーショベルで「から掘り」して雨水が流れ込むように予め仕込んでいたことによるともいわれる。

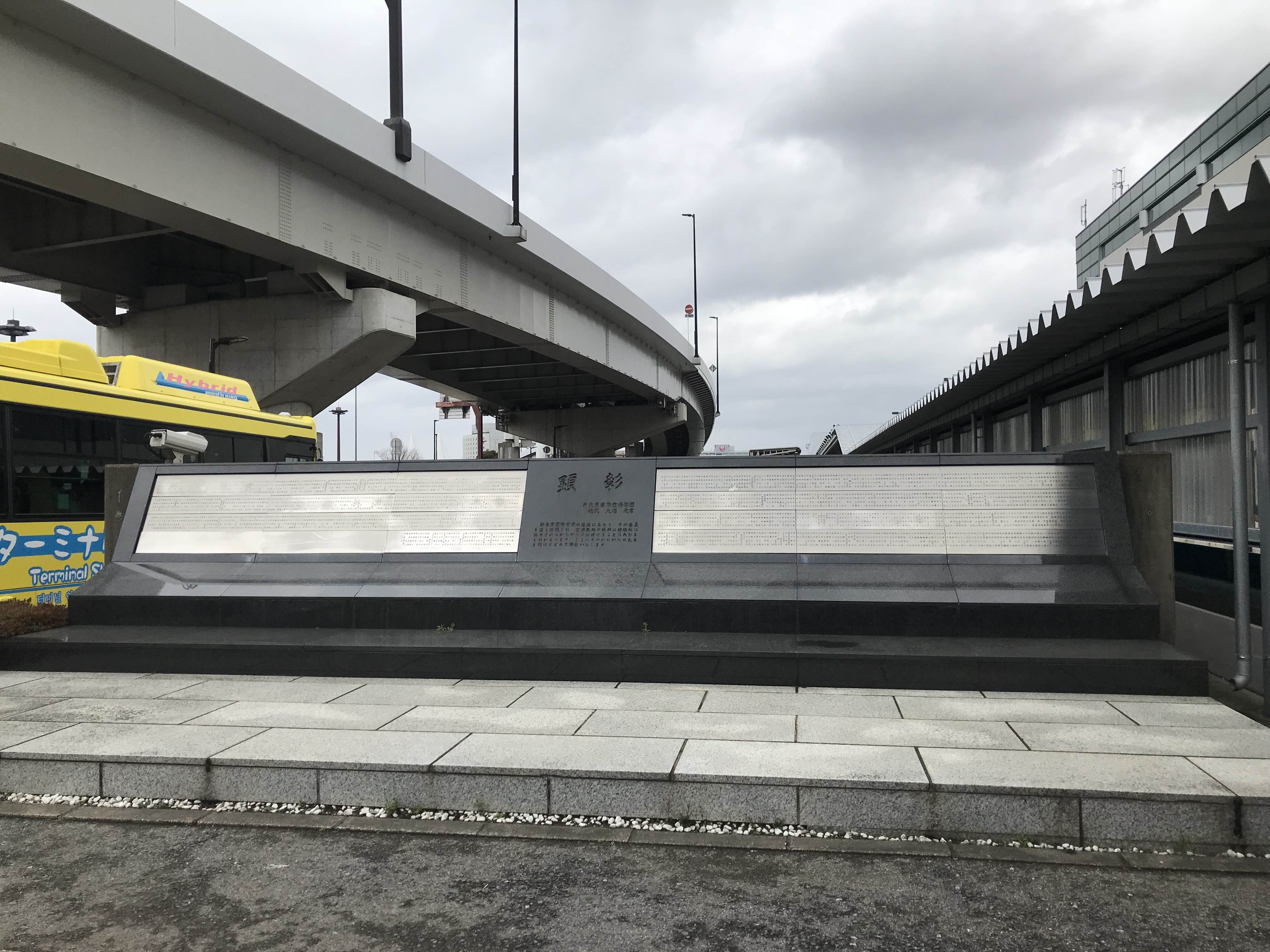
成田空港内にある空港用地提供者顕彰碑。プレートには、小泉よねの通称である「大木よね」の名が刻まれている。

9月19日に友納知事が代執行を延期し翌日の代執行は行わないと発表したが、翌20日に突如機動隊と作業員らが現れ、稲の脱穀をしていた小泉よねを排除して住居を撤去した。第二次代執行は最初で最後となる成田空港問題における民家への代執行実施をもって終結した。代執行の結果、空港公団は93%の地を取得した。
形振り構わない行政の姿勢を目の当たりにした地権者の6,7割がこの後闘争を断念して移転に応じることとなったが、闘争を継続する者に対しては小泉よねへの代執行は逆に火に油を注ぐことになった。一方、塩川正十郎が地方行政委員会で東峰十字路事件が発生した第二次代執行初日と対比して「小泉よねさんの場合は、抜き打ち的にすぽっとやりましたので、これがたいした混乱もなくして目的を達して収用いたしておるのであります。」と述べる等、政府側にはこれ以上犠牲者を出さないためには不意打ちもやむなしと見る者もいた。
国会の地方行政委員会で第二次代執行の報告を行った後藤田正晴警察庁長官は、「相手（反対派）方の動員は延べ12,600人、うち暴力集団が11,500人。警察官の動員数は延べで17,500人、検挙数は472名、うち女120名でございます。殉職者が3名、負傷者は224人でございますが、その内訳は、警察官が206人、うち入院いたしておる者が48名。学生は12名、うち入院5名でございます。ただし、学生はこれ以上に相当の負傷者がやはり出ておると思いますが、彼らはそれが判明しますと逮捕せられるといったようなことで、当方では全員を詳細に知るというわけにはまいっておりません。その他の者が6人でございます。」と述べた。なお、この頃行われた記者会見で後藤田は怒りで体を震わせながら「警官3人が殺されたために、千葉県知事が工事を一時ストップしたいと言ってきたが、そんなことは反対派を喜ばすだけではないか、やると決めたらやるべきだ、と言ってやった。千葉県警本部長が辞表を持ってきたが、こんな紙切れ一枚が何になる、それより部下を殺した犯人をこの長官室まで連れてこいと言ってやった」と語っている。
北原鉱治によれば、使用された火炎瓶は1万5千本で、後日未使用で発見された火炎瓶がさらに3千本あったという。反対派の矛先は代執行班や警察だけでなく、空港建設工事に携わる作業員とその家族が寝泊まりする飯場にも向かい、600人以上の作業員が焼け出された。「いったい、オレたちになんの恨みがあるんだ。燃えたのは、オレたちの月賦で買ったテレビや子供たちへのおみやげじゃないか」と彼らはやり場のない怒りを報道陣にぶつけた。
元空港公団職員の回想によれば、第二次代執行でも野次馬が集結し、現場では野次馬相手に商売をしようと屋台までが建っている有様であった。さらには石を投げるなどして逮捕された野次馬の中に空港公団の女性職員がいたことが判明したのだという（その女性職員はその後辞職した）。
新左翼学生たちと機動隊の激しい衝突が目立った第二次代執行であったが、農民たちへの直接の暴行などは第一次代執行に比べて少なかったともいわれる。

## その後
日本国政府は当初、開港目標を1971年（昭和46年）4月に掲げており、同年7月に就任した丹羽喬四郎運輸大臣も「開港は昭和47年（1972年）4月」としていた。早期開港を目指して行われた代執行であったが、反対派が対抗措置として岩山鉄塔を建てたことに加えて、航空燃料パイプライン工事も進展せず、実現は絶望的となった。結局、実際の開港は代執行から7年後の1978年（昭和53年）5月20日にまでずれ込み、「伝家の宝刀」を抜いて緊急採決を行った県収用委員会の委員や、殉職者を出した警察関係者は憤慨した。
1988年には、二期工事での強制収用再実施阻止を目論む中核派が小川彰県収用委員会会長を襲撃したほか、収用委員への強迫を繰り返した結果、県収用委員会は機能停止に追い込まれ、千葉県では空港のみならずインフラ整備全般に支障を来すことになった。
1990年代に開催された成田空港問題シンポジウム及び成田空港問題円卓会議において、反対同盟旧熱田派と日本国政府の間で対話がなされた。その結果、日本国政府は平行滑走路（B滑走路）のための用地の取得においては、いかなる状況のもとにおいても強制的手段を取らないことを確約し、土地収用法の収用申請を取り下げた。千葉県収用委員会は2004年に再建されたが、成田国際空港に関する強制収用裁可を行っていない。
代執行で自宅を収用された小泉よねは、空港公団が用意した仮住居への入居や仮補償の受取を拒否したまま、1973年（昭和48年）に66歳で死去するが、2015年（平成27年）に養子夫妻（三里塚闘争を支援していた活動家）が日本国政府・千葉県・成田国際空港株式会社（空港公団の後身）からの全面的な謝罪を受けて、補償解決への話し合いについて合意した。
この養子は日中友好協会正統本部出身で、熱田派に属していたが、2021年現在も「への字誘導路」付近で農作業を継続する北原派農家を支援する意向をその後表明している。

## 経過

### 第一次代執行
- 1969年
  - 3月25日：空港公団分室に押し寄せた反対同盟員が、公団が発送した代替地配分申込書を焼き捨てて抗議[13]。
  - 9月10日：今井栄文空港公団総裁が、友納武人千葉県知事に土地収用法に基づく事業認定について同意を求める[13]。
  - 9月13日：空港公団が新東京国際空港建設事業の事業認定を申請[根拠法令 9][12][13]。
  - 9月28日：三里塚第二公園で「労・農・学事業認定粉砕全国集会」開催。約3,600人が結集[74]。
  - 12月16日：坪川信三建設大臣が土地収用法に基づく事業認定を承認し、告示される（建設省告示第3865号）[根拠法令 10][12]。
- 1970年
  - 1月15日：「強制測量粉砕・収用法粉砕全国総決起集会」が開催され、約7,000人が集結する[75]。
  - 2月18日：「事業認定取消請求訴訟」（原告28人、千葉地裁。1973目7月25日に取り下げ）[12]。
  - 2月19日：土地収用法に基づく空港公団の第1次立入調査[12]に対抗し、反対同盟が「第一次強制測量阻止闘争」に取り組む（翌日まで）。「少年行動隊」に属する反対派世帯の生徒らも同盟休校と称して学校を休んで参加し、以降家族ぐるみの阻止闘争が実施される[76][77]。現地での測量は簡易に済ませ、航空測量による略式調査に切り替えられた[75][78]。
  - 3月3日：空港公団が、千葉県収用委員会に対し第一次収用裁決を申請[12]。
  - 3月13日：反対同盟が「事業認定取消請求訴訟」を起す（原告1,611人、東京地裁）[12]。
  - 5月14日：「第二次強制測量阻止闘争」。滑走路用地など6箇所1.67 haに対し空港公団の第2次立入調査が実施される[12][78]。
  - 6月12日：千葉県収用委員会が第一次収用裁決申請に係る公開審理を開始[12]。この日開かれた第一回公開審理を地権者ら約1,000人が傍聴。少年行動隊も「同盟休校」で闘争に参加した。反対同盟の顧問弁護士が異議を申し立てたところ発言を禁止され、怒った反対派が空港公団の事業内容説明者からマイクを奪うなどして会場は混乱、1時間で閉会した[79]。
  - 8月26日：「第一次申請分」六筆の土地に収用委員会の現地調査が行われる[12]。反対同盟員約270人が阻止闘争を展開。53人逮捕[74][80]。1人が手錠をされたまま逃走する。
  - 9月1日：千葉県収用委員会が第二回公開審理[12]。混乱により開会も宣言できずに終わる。委員らが学生や青年行動隊から暴行を受け、1人が肋骨を折る怪我[79]。
  - 9月2日：千葉県収用委員会が第三回公開審理[12]。警察の警護下で開会を宣言するが反対同盟が審議に応じず、審理をせずに終わる[79]。
  - 9月13日：警察庁において、関東管区各警察本部長レベルが出席して第二次代執行の警備実施計画について会議が開かれ、千葉県警が出してきた計9000人を動員する計画に警察庁が難色を示し、3分の2の6400人に動員規模を削減される[81]。
  - 9月30日：この日から10月2日まで「第三次強制測量阻止闘争」（のちに空港反対派は「三日戦争」と名づけた）。反対同盟は、落とし穴、「白兵戦」、「黄金爆弾（糞尿）」などを駆使して徹底抗戦する。3日間の攻防で61人が逮捕される。測量で空港公団職員が竹槍による青年行動隊の襲撃を受けて重傷を負い、この日以降機動隊が最初から全面に出てくるようになる[77][82]。
  - 10月7日：空港公団、用地取得に「特別措置法を適用する」と発表。
  - 10月22日：千葉県収用委員会が第四回公開審理[12]。反対同盟は引き伸ばしを図って会場入りを遅らせたが、その間に空港公団が無人の席に向かって意見陳述を行う。午後4時頃に反対同盟が到着し審理が進んでいる事態に演壇に詰め寄ろうとしたが、閉会が宣言され委員らは退席した[79]。
  - 10月24日：千葉県収用委員会が第五回公開審理[12]。反対同盟はボイコットし、空港公団による意見陳述のみで公開審理は結審扱いとなる[79]。
  - 11月4日：空港公団が1期工事について公共用地の取得に関する特別措置法に基づく特定公共事業の認定を建設大臣に申請[根拠法令 11][77]。
  - 12月26日：千葉県収用委員会が、第一次収用裁決申請分に対する収用裁決（権利取得の時期および明渡しの期限1971年1月31日）[12][77]。
  - 12月28日：11月4日の申請を受け、1期工事の特定公共事業認定が告示される[根拠法令 12][12]。
- 1971年
  - 1月6日：反対同盟が代執行に備え強制収用対象地に「地下壕」（穴ぐら）を掘り始める[83]。
  - 1月22日：佐藤栄作首相が「建設中の新東京国際空港は、（昭和）四十六年度中に供用を開始するとともに、関西新国際空港についても、すみやかに着工するよう目下調査を進めております」と施政方針演説を行う[84]。
  - 1月23日：友納千葉県知事が初めて現地を訪れ戸村反対同盟代表と代執行問題について会談。反対同盟側の要求に応じて警備当局に一切の警察関係者を入れないよう申し入れたうえで御料牧場事務所に臨んだ友納知事は「（第一時代執行対象地は）農地でも宅地でもない。崖とか荒地のところで、しかもこんな土地を110人もの社会党・共産党の国会議員などが、工事を妨害するためだけに所有している。まったく農民の方々には関わり合いのないことである。妨害をしないでほしい」と呼びかけるが、論議は平行線のまま終わる。農民からは「なぜ、早く来なかった」との声が上がる[85][86][87][88]。友納知事が代執行の実施の有無について明言しなかったため、友納知事からの再度の会談申し入れに対し、反対同盟は「空港建設を前提にしている以上、会談に応じる考えはない」として拒絶[89]。
  - 2月2日：空港公団の代執行請求に基づく県知事による戒告書が送付される[根拠法令 8][12]。
  - 2月15日：友納千葉県知事が行政代執行の3週間以内の実施を発表[75]。
  - 2月16日：友納千葉県知事が代執行対象地の関係者に代執行令書を送付[根拠法令 8][12][90]。
  - 2月20日：県教育委員会教育長が戸村反対同盟代表と面会して「同盟休校の形で学童を拘束せず、子どもたちを危険な場所に入れることだけはさけてほしい」と申し入れ[91]。
  - 2月22日：6件6筆の建設予定地（いずれも一坪共有地）に対して第一次代執行が開始される[12]。午後1時からガードマンや県・空港公団職員らからなる約400人の代執行班が対象用地に向かうが、学生らに阻まれて約1時間半で引き揚げ。反対同盟子弟の半数にあたる少年行動隊142人は「同盟休校」で闘争に参加（反対同盟からの休校宣言は無し）。第5地点付近で情報収集をしていた私服巡査を学生らが竹槍を突きつけてつるし上げる。現地で取材中のNHK記者が空港公団分室近くで散弾を発見して警察に届け出、学生側は「官憲側の謀略」と主張[91]。
  - 2月23日：午前11時59分に執行官が「行政代執行法と土地収用法により代執行を行う」と宣言し作業が開始されるが、学生らから投石が行われて作業員2人が負傷し、4分で中断される[92][93]。千葉県現地本部が「第1地点については、午後1時17分、代執行を完了した」と発表したが、実際には代執行打班がバリケード付近の立木を伐採して持ち帰っただけだった[92][94]。
  - 2月24日：第6地点に対して代執行が実施される。移動する代執行班の前に、少年行動隊の小中学生約50人が前列に出てくる。子供らは「公団帰れ」とシュプレヒコールをあげ、反対同盟は宣伝カーから「お前たちはこの少年たちを殺すつもりか」とマイクで叫ぶ。少年行動隊とのもみ合いで、代執行班は約100メートル後退させられる。さらにその後ろには学生らのデモ隊が竹竿を突出して気勢を上げており、弱った代執行班は一旦引き上げ[95]。午後2時過ぎに代執行班が再び現地に向かうが、少年行動隊約30人及び約70人の支援学生らに阻まれ、もみ合いとなる。この中で、ガードマンに押し返された少年行動隊約15人が深さ約1.5メートルの溝に落下して、負傷者が出る。この日の代執行で少年行動隊7人（うち2人入院）が負傷し、ガードマン3人が学生に殴られて軽傷を負う[95][96]。事態に激怒した野次馬を含む群衆が「代執行開始宣言」の横断幕を引きちぎり、公団分室に投石を行った。混乱の最中、社会党議員団による空港公団への面会に社会党の木原実衆議院議員と三ッ松県会議員が遅参し、背後に黒ヘルメットをかぶった学生集団がいたために公団分室のガードマンらが反対派と誤認してこれを排除。両議員は顔などを負傷する[6][97]。
  - 2月25日：この日は過激派が角材・竹槍・石塊・空瓶を大量に用意していることなどを理由に機動隊が早朝から前面に出て、積極的に反対派を実力排除する。正午過ぎに「地下壕」が落盤し、農民1人が負傷。この日の逮捕者141人。警察発表による負傷者は、機動隊員27人・ガードマン1人・報道関係者1人。反対同盟発表による反対派の負傷者は戸村代表を含む153人で、うち7人が重傷[22][98][99]。
  - 2月26日：午前3時ごろ、空港公団のモータープールに角材などで武装した学生風の男5人が乱入し、ブルドーザーに火炎瓶を投げつける。男らはさらにガードマン4人に襲い掛かり1人を負傷させ、ガードマンの車両のフロントガラスを破りタンクローリーからガソリンを抜いて逃亡[100]。友納千葉県知事が、27日から3月1日までの代執行の停止を表明する[97]。少年行動隊の生徒らが通う小中学校の校長らが砦を訪れて説得を試みるが、生徒らは闘争現場から離れることを拒絶。北原事務局長に面会を打ち切られ退去した校長らは、空港公団理事と県警警務部長に生徒の安全確保を申し入れる。少年行動隊が公団分室に向かい、そこにいた県教育長や公団理事と口論するが話は平行線のままで、少年たちは口々に公団を罵りながら退出[24][100]。なお、少年行動隊が公団分室に訪れると職員が茶を出すなど、牧歌的なやり取りもあった[101]。
  - 2月27日 - 3月1日：代執行が一時中止される。少年行動隊も登校を再開する[102]。その間に反対派と空港公団の双方で砦や金網の補修・補強が行われる[103]。
  - 2月28日：千葉地方裁判所が、土地から相当遠距離に居住する者や乳幼児[注釈 24]など、経済的あるいは作業的見地からみて契約締結の必然性に乏しい多数の借主と結ばれた[注釈 25]一坪共有地の賃貸契約は社会通念上ありえず、収用を妨害する目的でなされた名目的なものにすぎないことは明らかであり、訴えの利益が認められないなどとして、反対同盟の代執行停止処分申し立てを却下[4]。
  - 3月2日：代執行が再開され、全地点に執行宣言[104]。機動隊が2,300人に増強される。これに対し反対同盟と新左翼党派が対峙。事前に反対同盟が行っていた呼びかけに応じて「野次馬」約3,000人が現地に"ショー"の見物に現れ、約1800台のマイカーやバスで周辺の空き地は埋め尽くされ、野次馬相手のカー・レストラン、牛乳屋、コーラ屋が盛況という有様であった。中に紛れ込んだ支援学生らのアジテーションを受けた野次馬は、妨害をやめるよう求める機動隊の呼びかけを無視して、投石を行ったり阻止線を作るなどして、終始反対同盟側を支援した（逆に私服警官と誤認されて学生に追い掛け回される者もいた）[22][105][106][107]。さらにテレビ局が中継車を反対同盟の砦に横付けしたため、機動隊と空港公団はほぼ手を出せぬまま撤収する。投石した学生を逮捕しようとした警視庁特務係の私服警官1人が逆に学生集団に拉致されて暴行される。警官は反対同盟の救護班に助け出され、反対同盟の野戦病院で手当てを受けてから成田赤十字病院へ搬送される。その後、救助に駆け付けた機動隊が野戦病院を包囲するが、既に当人がいないことが判明して引き揚げる[106]。同日、故小川明治副委員長の四十九日の慰霊祭が砦内でとり行われる。この日の逮捕者は高校生を含む13人。反対派の負傷者20人、成田日赤病院への緊急搬送3人。警察発表では警官ら46人が負傷[107]。
  - 3月3日：機動隊が3,000人に増強され、現場周辺の道路で「野次馬」を閉め出す検問を開始。土砂降りの雨の中の衝突となる。逮捕者19人。反対同盟発表の反対派の負傷者101人。警察官91人・ガードマン10人・公団職員4人・報道関係者5人が負傷[108]。双方にかなりの負傷者が出たことや雨によって地下壕の地盤が弱くなっていることを踏まえ、友納千葉県知事が翌日の代執行中止を発表[109]。この日から反対同盟から「壊し屋」と呼ばれた屈強な工事作業員による撤去作業が行われる。
  - 3月4日：代執行が一時中止。
  - 3月5日：機動隊がさらに3,500人に増強される。重機を投入した代執行側に反対派は火炎瓶で対抗し、この日から翌日にかけて最大の攻防戦が行われる。千葉県警検挙隊員3人が拉致されて暴行される。逮捕者65人。反対派の負傷者259人（反対同盟発表）。代執行側の負傷者は121人（県発表）[110]。ガードマンが投石や奪った竹槍で殴り返すなどの過剰警備を行い、機動隊に諫められる。ガードマンの中には元地権者もいたが、これらの「暴走」を行ったのは主に東京から来た者たちであったという[111]。
  - 3月6日：「地下壕」を除き、機動隊は砦などの第3・4・5地点の反対派拠点を高圧放水などで制圧。「故郷」を歌う支援学生がしがみついている第5地点の松の木が、チェーンソーで切り倒される[24]。千葉県は「地下壕」は対象外であるとして、「（第一次）代執行終了」を宣言。この日の逮捕者は186人[22]。13日間の代執行で反対派の竹槍・投石・火炎瓶等による攻撃で警官・職員・作業員ら1,171人が負傷し、反対派の逮捕者は487人[22]にのぼった。以降、反対派のゲリラ攻撃が活発化する。
  - 3月7日：反対同盟が「緊急抗議集会」を約1,500人で開催。反対同盟は負傷者続出を理由として県知事・空港公団総裁・千葉県警本部長らの告発を決定する。十日間の第一次代執行期間で逮捕者461人、負傷者841人うち重傷43人。橋本登美三郎運輸大臣が「これで反対派の農民も、いくら抵抗してもだめだとわかったろう（中略）二、三日もすれば、農民も話し合いに乗ってくるだろう」と発言[112]。
  - 3月8日：空港公団と機動隊が、現場判断でブルドーザーによる「地下壕」の一部埋め立てを実施。
  - 3月9日：反対同盟及び支援者は8日の撤去作業に法的根拠がないとして強く抗議。現場に駆けつけた山本力蔵空港公団副総裁[113]と反対同盟の間で交渉が持たれ、撤去作業の中断・休戦・反対同盟による地下壕で立て籠もるメンバーの説得を約した協定書が結ばれる。
  - 3月24日：空港公団が、反対同盟が協定に反して「地下壕」の強化を行い、かつ再三の警告を無視したことを理由に、協定の破棄を戸村反対同盟代表に通知。
  - 3月25日：機動隊4,000人が動員され、空港公団はブルドーザーや大型ユンボを用いて8日に撤去しきれなかった頑丈な「地下壕」を撤去。

### 第二次代執行
- 1971年
  - 2月3日：特定公共事業認定（1970年12月28日）に基づき、空港公団が5件33筆について千葉県収用委員会に対し緊急裁決の申立[12][37]。
  - 3月20日：県収用委員会が緊急裁決の申立にかかる審理を開始[注釈 26][12]。
  - 6月12日：千葉県収用委員会が、明け渡し期限を8月12日とする第二次収用の緊急裁決を下す[根拠法令 6][12][114]。
  - 8月13日：空港公団が、県知事に対し10件25筆について第二次代執行を請求[114]。
  - 8月18日：丹羽喬四郎運輸大臣が反対同盟に会談を申し入れる[12]。
  - 8月24日：反対同盟が運輸大臣との会談を拒否[12]。
  - 9月1日：県知事による土地明け渡しの戒告書が緊急採決地の土地所有者・関係者に対し発送される[根拠法令 8][12]。
  - 9月6日：駒井野団結小屋に土地収用法違反（収用地内の形質の変更）容疑で千葉県警が家宅捜査[50]。反対同盟が千葉地裁に対し戒告処分取消請求と代執行停止申立を行う[114]。
  - 9月7日：県内に甚大な被害をもたらした昭和46年台風第25号により、反対派の地下要塞が水浸しとなる[36]。
  - 9月10日：天浪団結小屋に土地収用法違反容疑で千葉県警が家宅捜査[50]。
  - 9月11日：県知事による代執行令書が第二次代執行地4件5筆の関係者72人に対して発送される[根拠法令 8][12][114]。
  - 9月13日：警察庁において、関東管区各警察本部長レベルが出席して第二次代執行の警備実施計画について会議が開かれ、千葉県警が出してきた計9000人を動員する計画に警察庁が難色を示し、3分の2の6400人に動員規模を削減される[50]。
  - 9月15日：午前2時10分頃、小松製作所に置いてあった4台のブルドーザーに火炎瓶が投げられ、配線などを焼く。午後3時頃、駒井野団結小屋を捜索中の機動隊員が、草むらの中から火炎瓶250本・ガソリン入りタンク5個・濃硫酸入り試験管50本・塩素酸カリウムをしみこませた濾過紙30枚等を発見[115]。中核派が初めて独自の記者会見を農民の同席なく三里塚で行い、第二次代執行での抵抗作戦の意味を全学連委員長が語る[50]。
  - 9月16日：5件6筆[注釈 27]の建設予定地に対し、第二次代執行が開始される[12]。数百名の「ゲリラ部隊」が各所で後方警備の機動隊を襲撃。この日の逮捕者375名。小泉よねあての代執行令書が発送される[12]。
    - 午前5時：大清水付近で三里塚へ向かう警視庁部隊の車両に玉ねぎ型の爆弾4発、マジックインキの大瓶を転用した爆弾1発が投げられ、うちマジックインキ爆弾のみが破裂。警察部隊の1人が負傷。同じ頃、三里塚十字路の西約2キロの路上に太釘の出た板が多数置かれ、車両部隊の数台がパンク。福島小隊（堀田大隊所属）が三里塚に向けて神奈川署から出発[50]。
    - 午前6時：大清水の県道を学生が木材などでバリケード封鎖[50]。

午前6時45分：天浪で作業開始宣言[116]。
午前7時頃：東峰十字路近辺で神奈川県警から応援派遣されていた臨時編成の特別機動隊（堀田大隊）がゲリラ部隊の急襲を受けて潰走（東峰十字路事件、逃げ遅れた福島小隊長を含む隊員3名が火炎瓶による全身火傷・鉄パイプ等での殴打により殉職、80名以上の隊員が重軽傷を負う）[48][42]。
午前7時8分：本部無線に「現在地不明、多数のゲリラと交戦中」と連絡[50]。
午前7時13分：堀田大隊長からの報告により攻撃を受けている大隊の所在が確認され、朝日台三差路付近にいた管区機動隊関根大隊が応援出動[50]。
午前7時40分：駒井野団結小屋南西側の大清水地区を走っていた千葉県警察のパトカーが火炎瓶で放火され炎上[117]。
午前8時前：木の根でロードローラーが火炎瓶により炎上し、運転手が火傷を負う[36]。
午前8時すぎ：木の根団結小屋での排除作業が始まる[116]。滑走路予定地西側の労務者宿舎3棟が放火により全焼[36]。
午前8時8分：駒井野で機動隊に出動要請[36]。
午前8時17分：成田赤十字病院に搬送中の福島小隊長が死亡[50]、「運び込まれた警察官4人のうち1人が死亡」との一報が入る[36]。
午前8時35分頃：大清水三叉路で検問を行っていた警視庁第九機動隊と過激派の学生たちが衝突。過激派が投擲した爆発物により同隊の中隊長（警部）らが負傷。
午前8時55分：天浪で機動隊に出動要請[36]。
午前9時：川上千葉県副知事が「死亡事故が起きたので、作業中止を」と荒木貞一千葉県警警備本部長に申し入れるが、荒木本部長は「死亡した警官は、中止を喜ばないはずです。代執行を完全に終了することが、霊を慰める唯一の道です」と拒否[50]。
午前9時すぎ：京成成田駅で急行電車から降りてきた赤ヘルの学生ら二十数人が旗竿を突出して警官隊と衝突。石や火炎瓶が投げつけられ、待合室が焼かれ一般客が逃げまどう。駅前の乗用車のガラスが割られ、土産物屋にも被害[118]。
午前9時15分：埼玉県警・千葉県警連合機動隊が天浪団結小屋排除に出動。
午前9時35分：UPI通信が「成田空港で警察殺さる」と全世界に打電[50]。
午前9時40分：柏村巡査部長が全身打撲によるショックで、成田市藤倉病院で死亡[50]。
午前10時5分：森井巡査が頭蓋骨骨折で空港公団分室救護室で死亡[50]。
午前10時15分：空港南端の報道用ヘリポートに過激派学生が侵入して火炎瓶を投げつけ、TBSがチャーターした朝日ヘリコプター（現・朝日航洋）の機体が炎上[119]。
午前10時45分：社会党一坪運動地での排除が行われ、労組員・社青同系学生らが糞尿弾や投石を行うが千葉県警機動隊により数十分で排除される。11時15分に立ち木切り倒し等の代執行が完了する[120]。
午前11時前：白ヘルメットの反戦グループ十数人が三里塚駐在所になだれ込み、ガラスや木戸を破壊したうえ、勤務中だった巡査部長に「てめえデカか、殺すぞ」と火炎瓶で脅す[118]。駐在所員の妻が学生らに対し、「中には一歩も入れません」と立ち向かう[121]。
正午過ぎ：埼玉県警機動隊が出動していた木の根団結小屋で、地下壕にこもる反対派が説得に応じ全員外に出る。午後1時40分、代執行終了が宣言される[42][120]。
午後0時3分：天浪団結小屋が制圧される[51]。
午後0時30分：駒井野団結小屋に機動隊が突入する[51]。
午後3時15分：駒井野団結小屋の鉄塔が倒れる[36][42]。
午後3時35分：天浪団結小屋における代執行班による撤去と井戸の埋め立てが完了する[53]。
この日、建設現場各所で作業小屋等35棟が放火される[122]。
  - 9月17日：千葉県警が、反対同盟戸村代表宅・各団結小屋などの反対派拠点や都内の党派事務所13か所を「殺人・殺人未遂・公務執行妨害・凶器準備集合・爆発物取締罰則違反」の容疑で一斉に家宅捜索を行う。
  - 9月18日：杉並署高円寺駅前派出所が爆破される。杉並区上萩の陸橋の交通看板に「叛軍」「成田空港建設反対」と墨で上書きしたうえに同陸橋が火炎瓶で放火される[123]。
  - 9月19日：友納知事が報道陣に対し警備陣の疲れなどを理由に代執行を21日に延期すると発表[124]。これを受け支援学生の主力部隊3,000人が帰京[36]。
  - 9月20日：1,000人の機動隊と伴に代執行実施班220人が現れ、小泉よね宅を強制収用。友納知事の会見を受けて、支援者らが引き上げたところを急襲される形となり、現場に居た反対派200人は、不意を突かれて抵抗する間もなかった。よねは住まいから連れ出されたうえ、前歯を折る怪我をした[125]。よね宅の撤去は2時間で完了、午後2時55分第二次行政代執行が終了する[126]。最初で最後の居住宅に対する行政代執行となった。

同日夜から翌日にかけて、青年行動隊主導のもと学生集団が小泉よね宅への「騙し討ち」への報復として工事関係業者の飯場など20棟を火炎瓶で襲撃して回った。火災で焼け出された者達の中には、子供がいる出稼ぎの一家も含まれており、脱出させようと身を盾にした帝国警備の警備員十数人が、反対派によって袋叩きにされる[56][127]。
代執行期間中の反対派ゲリラは23件、飯場28棟が放火で焼かれ、工事作業員650人が焼け出された。さらにダンプカー・ブルドーザー・警察車両が焼き討ちされ、被害総額は3億円を超えた。警察発表によれば、動員された機動隊は述べ22,000人、反対派は12,945人、逮捕者475人、警察官の死者3人・重軽傷者206人であった（反対派の負傷者は多数とのみ）[44]。
  - 9月21日：「地下壕」に立て篭もっていた農民3名が機動隊によって排除され、うち農民1名が逮捕される。機動隊3,000名が捜索中に遭遇した反対派支援者ら約60人を連行。その夜、大清水に設営された「野戦病院」に機動隊約100名が突入。深夜、機動隊約500名が環視する中、反対派による飯場への放火で焼け出されて激昂した工事作業員が無人の千代田団結小屋「市民の家」を放火、全焼させる。
  - 9月22日：代執行に出動した警視庁第四機動隊の独身寮が爆破される[128]。
  - 9月27日：反対同盟が、友納知事・川上紀一副知事らを、9月16日の「駒井野鉄塔」撤去に関して「殺人未遂」で、千葉地方検察庁に告発する。
  - 10月1日：青年行動隊の三ノ宮文男が自殺[129]。
  - 10月11日：友納知事や県議らが「これ以上知事に代執行させず、政府・空港公団がもっと真剣に反対同盟と話し合え」と、運輸省航空局長と空港公団総裁に申し入れ。これに対し内村信行航空局長が「学生の闘争拠点はともかく、農民の財産については代執行の請求をするつもりはない」と約束した[44]。

### 根拠法令
1. ↑  土地収用法第20条
2. ↑  土地収用法第102条の2第2項
3. ↑  行政代執行法第2条
4. ↑  土地収用法第35条
5. ↑  公共用地の取得に関する特別措置法第2条
6. 1 2 3  公共用地の取得に関する特別措置法第20条
7. ↑  土地収用法第95条
8. 1 2 3 4 5 6 7  行政代執行法第3条
9. ↑  土地収用法第18条
10. ↑  土地収用法第26条
11. ↑  公共用地の取得に関する特別措置法第4条
12. ↑  公共用地の取得に関する特別措置法第10条